# Tanystoma
Tanystoma is een geslacht van kevers uit de familie van de loopkevers (Carabidae). De wetenschappelijke naam van het geslacht is voor het eerst geldig gepubliceerd in 1845 door Motschulsky.

## Soorten
Het geslacht Tanystoma omvat de volgende soorten:
- Tanystoma cuyama Liebherr, 1985
- Tanystoma diabolicum Liebherr, 1989
- Tanystoma maculicolle (Dejean, 1828)
- Tanystoma striatum (Dejean, 1828)
- Tanystoma sulcatum (Dejean, 1828)